# Bibiano Fernández Osorio y Tafall
Bibiano Fernández Osorio y Tafall (Pontevedra, 3 de diciembre de 1902 - Ciudad de México, 13 de agosto de 1990) fue un político e intelectual español. Al final de la Guerra Civil, fue comisario general de los Ejércitos de la República desde el 26 de febrero de 1939 y llegó a ser el funcionario español de mayor rango en las organizaciones internacionales como subsecretario de la ONU.

## Biografía
Doctor en Ciencias Naturales y catedrático de la misma materia en el Instituto de Pontevedra, Fernández Osorio fue secretario de la Misión Biológica de Galicia (creada por la Junta para Ampliación de Estudios) y dirigida por Cruz Gallástegui Unamuno. 
Era miembro de la ORGA, cuando fue elegido alcalde de Pontevedra, a los 28 años. Ejerció luego la presidencia de la Diputación y fue dos veces diputado nacional (en 1931 por la Federación Republicana Gallega y en 1936 por Izquierda Republicana, partido con en el que había confluido la ORGA). Presidió la Asamblea de Municipios, con Enrique Rajoy de secretario de la misma, que se celebró en Santiago de Compostela en 1932 para discutir y redactar el Anteproyecto de Estatuto de Autonomía de Galicia. El Anteproyecto de Estatuto de Autonomía se llevó a plebiscito en Galicia el 28 de junio de 1936 y resultó aprobado, pero no llegó a entrar en vigor porque las Cortes que deberían aprobarlo no pudieron hacerlo por el estallido de la Guerra Civil.
Bibiano Fernández Osorio y Tafall era secretario de la Junta Nacional de Izquierda Republicana y había ocupado las subsecretarías de Trabajo y Gobernación poco antes de la guerra. Posteriormente fue director de Política, el órgano de Izquierda Republicana, y en 1938 fue nombrado Comisario General de todos los Ejércitos en el gobierno de Negrín. Se considera que estuvo influido por los comunistas.
Se exilió tras la derrota del bando republicano en la Guerra Civil. Fue profesor de la Universidad Nacional Autónoma de México, del Instituto Politécnico Nacional y del Centro de Estudios Internacionales del Colegio de México. Se incorporó a Naciones Unidas en 1948. Dirigió la FAO en Chile, Indonesia y Egipto. En 1964 fue puesto a cargo de las operaciones de pacificación en el Congo y después en Chipre. Se jubiló como subsecretario general de la organización.
Fue invitado por Adolfo Suárez a participar en el primer periodo de la autonomía gallega tras el fin del régimen franquista, si bien rechazó el ofrecimiento.